# 嘉祿·萊曼
嘉祿·萊曼（德語：Karl Lehmann；1936年5月16日—2018年3月11日）是天主教德國司鐸級樞機及美因茨教區主教。

## 生平
嘉祿·萊曼於1936年5月16日在德國西格馬林根出生。他於1957年至1964年在弗賴堡神學院就讀。他又在羅馬宗座額我略大學學習，並獲大學授予哲學和神學博士學位。
他於1963年10月10日在羅馬晉鐸。他於1964年至1967年期間擔任基督教思想與宗教哲學研究所助理。他於1974年至1984年期間出任國際神學委員會成員。他於1983年10月2日首牧，並獲教宗若望·保祿二世任命為美因茨教區主教。他於1985年至1987年期間出任德國主教團副主席，1987年起出任主教團主席至2008年辭職為止。若望·保祿二世於2001年2月21日將他擢升為司鐸級樞機，領聖良一世堂區司鐸銜。他於2016年5月16日榮休並卸任美因茨教區主教，主教一職由伯多祿·科爾格拉夫接任。
他於2018年3月11日在德國美因茨主教府去世，終年81歲。他的葬禮於10天後在美因茨主教座堂舉行，遺體在主教座堂安葬。